# Rąbino (gromada)
Rąbino – dawna gromada, czyli najmniejsza jednostka podziału terytorialnego Polskiej Rzeczypospolitej Ludowej w latach 1954–1972.
Gromady, z gromadzkimi radami narodowymi (GRN) jako organami władzy najniższego stopnia na wsi, funkcjonowały od reformy reorganizującej administrację wiejską przeprowadzonej jesienią 1954 do momentu ich zniesienia z dniem 1 stycznia 1973, tym samym wypierając organizację gminną w latach 1954–1972.
Gromadę Rąbino z siedzibą GRN w Rąbinie utworzono – jako jedną z 8759 gromad na obszarze Polski – w powiecie białogardzkim w woj. koszalińskim na mocy uchwały nr 43/54 WRN w Koszalinie z dnia 5 października 1954. W skład jednostki weszły obszary dotychczasowych gromad Rąbino, Batyń, Biała Góra, Głodzino, Rąbinko i Role ze zniesionej gminy Rąbino oraz miejscowość Gąskowo z dotychczasowej gromady Gruszewo ze zniesionej gminy Łęczno w tymże powiecie.
13 listopada 1954 (z mocą wstecz od 1 października 1954) gromadę włączono do nowo utworzonego powiatu świdwińskiego w tymże województwie, gdzie ustalono dla niej 18 członków gromadzkiej rady narodowej.
31 grudnia 1959 do gromady Rąbino włączono obszar zniesionej gromady Rzecino (bez wsi Stare Ludzicko i Nowe Ludzicko) w tymże powiecie.
31 grudnia 1961 do gromady Rąbino włączono obszar gruntów PGR Krępa (51,45 ha) z gromady Podwilcze w powiecie białogardzkim w tymże województwie.
31 grudnia 1971 z gromady Rąbino wyłączono wieś Jezierzyce, włączając ją do gromady Redło w tymże powiecie.
Gromada przetrwała do końca 1972 roku, czyli do kolejnej reformy gminnej. 1 stycznia 1973 w powiecie świdwińskim reaktywowano gminę Rąbino (od 1999 w woj. zachodniopomorskim).